# Meyveli
Meyveli är en ort i Azerbajdzjan.   Den ligger i distriktet Yevlax Rayonu, i den centrala delen av landet, 220 km väster om huvudstaden Baku. Meyveli ligger 70 meter över havet och antalet invånare är 227.
Terrängen runt Meyveli är platt åt sydväst, men åt nordost är den kuperad. Runt Meyveli är det ganska tätbefolkat, med 90 invånare per kvadratkilometer.. Närmaste större samhälle är Mingelchaur, 17,9 km väster om Meyveli. 
Omgivningarna runt Meyveli är i huvudsak ett öppet busklandskap.